# Le Fournet
Le Fournet är en kommun i departementet Calvados i regionen Normandie i norra Frankrike. Kommunen ligger i kantonen Cambremer som ligger i arrondissementet Lisieux. År 2022 hade Le Fournet 76 invånare.

## Befolkningsutveckling
Antalet invånare i kommunen Le Fournet
Referens: INSEE